# Kenkichi Saitō
Kenkichi Saitō (jap. 斎藤兼吉 Saitō Kenkichi; ur. 2 stycznia 1895 w Takachi, zm. 26 października 1960 w Nagoji) – japoński pływak, uczestnik Letnich Igrzysk 1920.
Podczas igrzysk w 1920 roku wystartował na 100 metrów stylem dowolnym, lecz odpadł w eliminacjach. Brał również udział w wyścigu na 400 metrów st. dowolnym, gdzie nie ukończył biegu półfinałowego.
Brat pływaka Giyō Saitō.